# Lauri Pyykönen
Lauri Kalervo Pyykönen (ur. 20 kwietnia 1978 w Pirkkala) – fiński biegacz narciarski, reprezentant klubu Vantaan Hiihtoseura.

## Kariera
Po raz pierwszy na arenie międzynarodowej pojawił się w 1998 roku, startując na mistrzostwach świata w  Pontresinie. Zajął tam dziesiąte miejsce w sztafecie oraz dziewiąte na dystansie 30 km stylem dowolnym.
W Pucharze Świata zadebiutował 7 marca 1999 roku w Lahti, zajmując 78. miejsce w biegu na 15 km techniką klasyczną. Pierwsze pucharowe punkty zdobył 17 grudnia 2000 roku w Brusson, gdzie zajął 10. miejsce w sprincie stylem dowolnym. Na podium zawodów tego cyklu pierwszy raz stanął 15 grudnia 2002 roku w Cogne, gdzie rywalizację w sprincie stylem dowolnym ukończył na drugim miejscu. W zawodach tych rozdzielił na podium dwóch Norwegów: Tora Arne Hetlanda i Jensa Arne Svartedala. W kolejnych startach jeszcze jeden raz stanął na podium indywidualnych zawodów PŚ: 6 marca 2003 roku w Oslo ponownie był drugi w tej konkurencji. Najlepsze wyniki osiągnął w sezonie 2002/2003, kiedy w klasyfikacji generalnej zajął 26. miejsce, a w klasyfikacji sprintu był trzeci.
W 2006 roku wziął udział w igrzyskach olimpijskich w Turynie, gdzie zajął między innymi piąte miejsce w sprincie drużynowym oraz 27. miejsce w indywidualnym sprincie stylem dowolnym. W 2003 roku zajął 12. miejsce w sprincie stylem dowolnym na mistrzostwach świata w Val di Fiemme. W tej samej konkurencji był trzynasty podczas mistrzostw świata w Lahti w 2001 roku (stylem dowolnym) oraz na mistrzostwach świata w Oberstdorfie w 2005 roku i mistrzostwach świata w Sapporo dwa lata później (stylem klasycznym).

## Osiągnięcia

### Igrzyska olimpijskie
| Miejsce | Dzień     | Rok  | Miejscowość | Konkurencja                        | Czas biegu | Strata  | Zwycięzca       |
| ------- | --------- | ---- | ----------- | ---------------------------------- | ---------- | ------- | --------------- |
| 5.      | 14 lutego | 2006 | Turyn       | Sprint drużynowy stylem klasycznym | 17:02,9    | +18,6   | Szwecja         |
| 54.     | 17 lutego | 2006 | Turyn       | 15 km stylem klasycznym            | 38:01,3    | +4:09,1 | Andrus Veerpalu |
| 27.     | 22 lutego | 2006 | Turyn       | Sprint stylem dowolnym             | 2:26,5     | -       | Björn Lind      |

### Mistrzostwa świata
| Miejsce | Dzień     | Rok  | Miejscowość   | Konkurencja                      | Czas biegu | Strata  | Zwycięzca           |
| ------- | --------- | ---- | ------------- | -------------------------------- | ---------- | ------- | ------------------- |
| 13.     | 21 lutego | 2001 | Lahti         | Sprint stylem dowolnym           | 3:14,1     | -       | Tor Arne Hetland    |
| 22.     | 21 lutego | 2003 | Val di Fiemme | 15 km stylem klasycznym          | 35:47,5    | +1:18,2 | Axel Teichmann      |
| 12.     | 26 lutego | 2003 | Val di Fiemme | Sprint stylem dowolnym           | 3:12,1     | -       | Thobias Fredriksson |
| 13.     | 22 lutego | 2005 | Oberstdorf    | Sprint stylem klasycznym         | 2:32,1     | -       | Wasilij Roczew      |
| 15.     | 22 lutego | 2005 | Oberstdorf    | Sprint drużynowy stylem dowolnym | 14:08,6    | -       | Norwegia            |
| 13.     | 22 lutego | 2007 | Sapporo       | Sprint stylem klasycznym         | 3:03,8     | -       | Jens Arne Svartedal |
| DNF     | 24 lutego | 2007 | Sapporo       | 2x15 km łączony                  | 1:11:35,8  | -       | Axel Teichmann      |

### Mistrzostwa świata juniorów
| Miejsce | Dzień       | Rok  | Miejscowość | Konkurencja             | Wynik     | Strata  | Zwycięzca        |
| ------- | ----------- | ---- | ----------- | ----------------------- | --------- | ------- | ---------------- |
| 10.     | 23 stycznia | 1998 | Pontresina  | Sztafeta 4x10 km        | 1:49:26,3 | +3:43,7 | Czechy           |
| 9.      | 25 stycznia | 1998 | Pontresina  | 30 km stylem klasycznym | 1:27:16,9 | +2:00,7 | Aleksiej Łuszkin |

### Puchar Świata

#### Miejsca w klasyfikacji generalnej
- sezon 2000/2001: 55.
- sezon 2001/2002: 67.
- sezon 2002/2003: 26.
- sezon 2003/2004: 61.
- sezon 2004/2005: 50.
- sezon 2005/2006: 135.
- sezon 2006/2007: 91.

#### Miejsca na podium chronologicznie
| Nr | Dzień      | Rok  | Miejscowość | Konkurencja              | Czas biegu | Pozycja | Strata | Zwycięzca        |
| -- | ---------- | ---- | ----------- | ------------------------ | ---------- | ------- | ------ | ---------------- |
| 1. | 15 grudnia | 2002 | Cogne       | Sprint stylem klasycznym | ?          | 2.      | ?      | Tor Arne Hetland |
| 2. | 6 marca    | 2003 | Oslo        | Sprint stylem klasycznym | ?          | 2.      | ?      | Håvard Bjerkeli  |